# Pax Romana
Pax Romana (slovensko rimski mir) je bilo dolgo obdobje relativnega miru in minimalne širitve Rimskega cesarstva z vojaško silo, ki je trajalo 206 let (27 pr. n. št. – 180 n. št.). Mir je vzpostavil cesar Avgust, zato se včasih imenuje tudi Pax Augusta.
Latinska beseda pax, ki se največkrat prevaja kot mir, lahko pomeni tudi pogodbo ali soglasje.

## Izvor nazivi
Rimski mir se je začel  leta 27 pr. n. št. z ustoličenjem Gaja  Avgusta Oktavijana, ki je pomenilo konec Rimske republike in državljanskih vojn, in končal s smrtjo Marka Avrelija leta 180 n. št.. 
V obdobju miru je rimski pravni sistem, ki je osnova več sodobnih zahodnih pravnih sistemov, v vseh provincah poenotil sodstvo, na mejah cesarstva pa so uspešno patruljirale  rimske legije. Še vedno je bilo veliko vojn s tujci, notranjost imperija pa je bila relativno mirna, brez vdorov tujcev in piratov in velikih socialnih neredov. V državi, katero so v zadnjih sto letih Republike pretresale državljanske vojne, je v rimskem miru samo leto 69, znano kot leto štirih cesarjev, prekinilo skoraj dvesto let trajajoč mir. V primerjavi z drugimi obdobji je bila tudi ta motnja prava malenkost. V cesarstvu so ponovno oživeli  gospodarstvo in trgovina ter arhitektura in umetnost.
Pojem Pax Romana je prvi opisal angleški zgodovinar Edward Gibbon (1737-1794) v drugem poglavju svoje knjige Zgodovina upadanja in propada Rimskega cesarstva. Gibbon je za obdobje miru pod Avgustom in njegovimi nasledniki trdil, da so bili generali Germanik, Agrikola in Korbulo  naklonjeni novim osvajanjem, vendar jih je cesar odpoklical in dal prednost konsolidaciji cesarstva pred nadaljnjo širitvijo. Rimsko osvojitev Britanije pod Klavdijem in Trajanova osvajanja ima Gibbon za izjeme. Konec obdobja miru naj bi po Gibbonovem mnenju pomenila smrt Marka Avrelija leta 180, čeprav je mir v resnici prekinil njegov sin Komod kasneje istega leta. 
Vzrok za prekinitev miru je bilo Komodovo pretirano trošenje in despotsko vladanje sredi kaosa zaradi germanskih vpadov preko Rena in Donave, ki je destabiliziralo rimsko državno politiko. Komodov  umor je povzročil nasledstveno krizo in tako imenovano leto petih cesarjev, ki je dosegla svoj višek  z ustoličenjem vojaškega cesarja Septimija Severja. Sever je po Gibbonovem mnenju kljub miroljubnemu vladanju kataliziral krizo tretjega stoletja, obdobje gospodarske, politične in vojaške krize, ki je skupaj z vdori Germanov in vzponom Sasanidskega cesarstva skoraj uničila Rimski imperij.
V obdobju rimskega miru se je Rimski imperij razširil na približno pet milijonov kvadratnih kilometrov.

## Začetki relativnega miru
Rimski mir se je začel po Mark Antonijevem porazu v bitki pri Akciju  2. septembra 31 pr. n. št.. Avgust je postal princeps ali  "prvi državljan med enakimi". Zaradi pomanjkanja zgledov uspešnega vladanja enega samega človeka je Avgust  sestavil hunto najvišjih vojaških mogočnikov in se postavil na njihovo čelo. Z njihovo vključitvijo v vlado je odpravil možnost državljanske vojne. 
Rimski mir se kljub prenehanju državljanske vojne ni začel takoj, saj so v Hispaniji in Alpah še potekali boji. Avgust je kljub temu trikrat zaprl vrata Janusovega templja, kar je simboliziralo začetek svetovnega miru. Prvič jih je zaprl leta 29 pr. n. št., drugič leta 25 pr. n. št. in tretjič leta 13 pr. n. št. s slovesnostjo Ara pacis. Tretje zapiranje ni dokumentirano. Koncept miru je bil objavljen med sekularnimi igrami (ludi saeculares) leta 17 pr. n. št.. Razglašen je bil leta 13 pr. n. št., ko sta se Avgust in Agripa vrnila s pomirjanja provinc. Slovesnost Ara pacis je bila brez dvoma del te razglasitve.
Avgust se je po razglasitvi soočal s problemom, kako ga narediti sprejemljivega za Rimljane, ki so se dvesto let neprekinjeno vojskovali z raznimi nasprotniki. Rimljani namreč miru niso jemali kot odsotnost vojne, ampak kot redko stanje, v katerem so bili vsi nasprotniki potolčeni do te mere, da niso imeli nobene možnosti, da bi se uprli. Avgust jih je moral zato prepričati, da je blaginja, ki bi jo lahko dosegli z odsotnostjo vojskovanja, boljša od  morebitnega bogastva in časti, pridobljenih v tvegani vojni. Avgustu je s spretno propagando to uspelo. Njegovi nasledniki so sledili njegovemu zgledu in občasno prirejali razkošne slovesnosti pred zaprtimi vrati Janusovega templja, izdajanjem kovancev z napisom PAX na zadnji strani in podpiranjem književnosti, ki je poudarjala prednosti rimskega miru.

## Podobni izrazi
Zgodovinarji so po zgledu na Pax Romana skovali več podobnih nazivov za opis kasnejših obdobij relativnega miru. Mednje spadajo:
- Pax Americana
- Pax Britannica
- Pax Europaea
- Pax Hispanica
- Pax Mongolica
- Pax Ottomana
- Pax Sinica
- Pax Khazarica
- Pax Syriana